# کریس دیکینسون (بازیکن فوتبال)
کریس دیکینسون (انگلیسی: Chris Dickinson؛ زادهٔ ۴ نوامبر ۱۹۹۴) بازیکن فوتبال اهل بریتانیا است.
از باشگاه‌هایی که در آن بازی کرده‌است می‌توان به باشگاه فوتبال ویتبای تاون، باشگاه فوتبال یورک سیتی، و باشگاه فوتبال بوستون یونایتد اشاره کرد.